# 斗え!!超神ビビューン
「斗え!!超神ビビューン」（たたかえ ちょうじんビビューン）は、ささきいさお、並びにこおろぎ'73のシングル。1976年7月10日に日本コロムビアから発売された。型番はSCS-304。

## 概要
表題曲「斗え!!超神ビビューン」は、テレビドラマ（特撮番組）『超神ビビューン』のオープニングテーマとして使用された。カップリングには、同じくささきいさおが歌う同作エンディングテーマ「われらの超神ビビューン」が収録されている。
なお、本盤のジャケットに、『超神ビビューン』が『アクマイザー3』の続編である旨が書かれていた。

## 収録曲
（作曲・編曲：渡辺宙明、歌：ささきいさお、こおろぎ'73）
1. 斗え!!超神ビビューン
作詞：石森章太郎
2. われらの超神ビビューン
作詞：八手三郎

## カバー
「アニメタル・マラソンII 特撮編」
アニメタルによるカバーヴァージョンの「斗え!!超神ビビューン」が収録。